# پاردینی آرمز
پاردینی آرمز (انگلیسی: Pardini Arms) شرکت صنایع جنگ‌افزاری ایتالیایی است، که در سال ۱۹۸۰ تأسیس شد.